# Tamanrasset (provins)
Tamanrasset  (arabiska: ولاية تمنراست) är en provins (wilaya) i södra Algeriet som omfattar nästan en fjärdedel av hela landet. Provinsen har 198 691 invånare (2008). Tamanrasset är huvudort. Provinsen har två nationalparker, Tassili n'Ajjer och Ahaggar.

## Administrativ indelning
Provinsen är indelad i sju distrikt (daïras) och tio kommuner (baladiyahs).